# يونس الحناش
يونس الحناش (بالفرنسية: Younes El Hannach)‏ لاعب كرة قدم مغربي من مواليد 4 يناير 2004 بمدينة بواسي يلعب لنادي الشمال القطري.